# Gertjan Verbeek
Gerrit Jan Alfons (Gertjan) Verbeek (Deventer, 1 augustus 1962) is een Nederlands voetbaltrainer, voetbalanalist en voormalig voetballer. Ook was hij regelmatig te zien in het voormalige praatprogramma Veronica Inside. Daarnaast is hij actief als analist voor ESPN.
Verbeek groeide in zijn jongere jaren op in Enschede en woonde op steenworp afstand van het voormalig Stadion Het Diekman. Als jonge jongen had hij een emotionele band met FC Twente en bezocht hij menig wedstrijd.
Verbeek speelde voor sc Heerenveen en SC Heracles '74. In 1994 zette hij een punt achter zijn carrière en begon hij een carrière als trainer.

## Loopbaan als speler
Als voetballer was hij verdediger. Hij speelde in zijn jeugd voor amateurclubs Zuid Eschmarke, ATC '65 en Achilles '12. Hierna speelde hij van 1984 tot 1994 voor sc Heerenveen. Alleen in het seizoen 1986/87 speelde hij voor een andere club, omdat hij verhuurd werd aan SC Heracles '74.

## Clubstatistieken
| Periode   | Club            | Land      | Competitie     |
| --------- | --------------- | --------- | -------------- |
| 1984-1986 | sc Heerenveen   | Nederland | Eerste divisie |
| 1986/1987 | SC Heracles '74 | Nederland | Eerste divisie |
| 1987-1990 | sc Heerenveen   | Nederland | Eerste divisie |
| 1990/1991 | sc Heerenveen   | Nederland | Eredivisie     |
| 1991-1993 | sc Heerenveen   | Nederland | Eerste divisie |
| 1993/1994 | sc Heerenveen   | Nederland | Eredivisie     |

## Loopbaan als trainer
Tijdens zijn actieve voetbalcarrière richtte hij zich al op het trainersvak, aangezien hij al sinds 1986 trainer was bij diverse jeugdelftallen van sc Heerenveen. Na het beëindigen van zijn spelerscarrière in 1994 ging hij aan de slag bij het eerste elftal als assistent-trainer naast Foppe de Haan.
In 2002 werd hij hoofdtrainer van Heracles Almelo. Dit was zijn eerste club als hoofdtrainer.
Door zijn prestaties bij Heracles werd hij in 2004 de nieuwe hoofdtrainer van sc Heerenveen, waar hij de taak kreeg trainer De Haan te vervangen en diens werk voort te zetten. Jaarlijkse plaatsing voor het UEFA Cup-toernooi lukte. Op 18 december 2007 deelde het bestuur van Heerenveen dat Verbeek aan het einde van het seizoen 2007/08 zou vertrekken bij Heerenveen.
Op 6 april 2008 werd bekendgemaakt dat Verbeek aan de slag zou gaan bij Feyenoord. Bij Feyenoord aangekomen zorgde hij voor een modernisering van het sportcomplex. Aan het begin van het seizoen 2008/09 maakte hij met Feyenoord een slechte start, onder andere door het grote aantal geblesseerde spelers. Toch kreeg Verbeek alle steun en vertrouwen van het bestuur om te werken aan een wederopbouw van Feyenoord. 
Op 14 januari 2009 meldde het overgrote deel van de spelersgroep geen vertrouwen meer te hebben in Verbeek. Hoewel de clubleiding volledig achter de trainer stond, werd er gekozen voor het kapitaal op het veld en werd de coach ontslagen bij Feyenoord. Assistent-trainer Wim Jansen en technisch directeur Peter Bosz verklaarden zich solidair met Verbeek en stapten vlak daarna ook op.
Op 8 juni 2009 werd bekendgemaakt dat Verbeek de nieuwe hoofdtrainer van Heracles Almelo werd. Hij tekende een contract voor drie jaar, als opvolger van Gert Heerkes. In het seizoen 2009/10 behaalde hij met Heracles een zesde plek.
Op 22 april 2010 werd bekend dat Verbeek een driejarig contract ondertekend had bij AZ. Begin 2012 verlengde Verbeek zijn contract tot medio 2015. In het seizoen 2012/13 won hij met AZ de KNVB Beker. Op zondag 29 september 2013 werd Verbeek ontslagen bij AZ, een dag na een 2–1 overwinning op PSV.
Op 21 oktober 2013 tekende Verbeek een 2,5-jarig contract bij 1. FC Nürnberg. Hij volgde daar de ontslagen Michael Wiesinger op. Op vrijdag 18 april 2014 kreeg Verbeek van de Duitse voetbalbond (DFB) een boete van 5000 euro wegens uitlatingen over collega-trainer Christian Streich van SC Freiburg. Hij was getergd over de manier waarop Streich zich langs de lijn had gedragen tijdens het onderlinge treffen en weigerde daarom na afloop naar de persconferentie te komen. "Als je zo door een collega behandeld en beledigd wordt, kan ik dat alleen maar schaamteloos, brutaal en respectloos noemen. Voor mij is hij geen collega", mopperde Verbeek destijds. Verbeek werd op 23 april 2014 door zijn club ontslagen wegens tegenvallende resultaten.
Op 21 december 2014 werd hij aangesteld als hoofdcoach van VfL Bochum, op dat moment actief in de 2. Bundesliga. Raymond Libregts werd zijn assistent. Als opvolger van de weggestuurde Peter Neururer verloor hij bij zijn officiële debuut, op zaterdag 7 februari 2015, met 2–1 bij 1. FC Union Berlin. Op 11 juli 2017, tijdens de voorbereiding op het seizoen 2017/18, werd Verbeek ontslagen door VfL Bochum.
Verbeek werd op 29 oktober 2017 aangesteld bij FC Twente als trainer én technisch manager. Hij nam Jan de Jonge mee als assistent. Na één overwinning in achttien competitiewedstrijden kreeg hij op 26 maart 2018 zijn ontslag. Volgens Verbeek was er voor hem geen eer te behalen aan FC Twente. In 2019 stelde hij over zijn periode als trainer bij Twente: Iedereen lag dwars, niemand deed wat. En een gekonkel, verschrikkelijk. Pusic heeft me ook een mes in de rug gestoken, honderd procent.
In 2019 werd Verbeek aangesteld als trainer bij Adelaide United, waar hij in april 2020 zijn contract heeft laten ontbinden. Hij kreeg door de coronacrisis geen salaris meer en had geen garantie dat ze volgend seizoen weer zouden voetballen.
In juni 2021 tekende Verbeek een tweejarig contract als hoofdtrainer bij Almere City, in seizoen 2021/22 uitkomend in de Eerste divisie. Op 23 november 2021 werd bekend dat de club en Verbeek uit elkaar gingen.

## Televisie
Verbeek verschijnt regelmatig als analyticus bij ESPN. Hij geeft er voor- en nabeschouwingen en analyses over de wedstrijden. Ook was hij een van de vaste gezichten van het voormalige praatprogramma VI.
Verbeek was ook deelnemer in het eerste seizoen van het RTL-programma De Verraders. Daarnaast deed hij in 2023 mee aan het televisieprogramma De gevaarlijkste wegen van de wereld.

## Biografie
In november 2020 kwam zijn biografie uit met de titel “Recht voor zijn raap”, geschreven door Eddy van der Ley.

## Privé

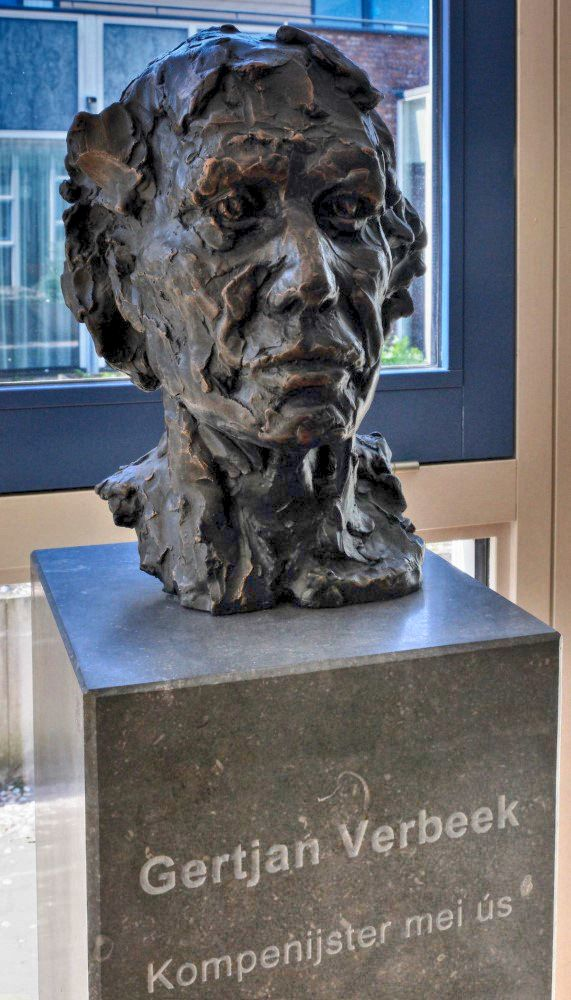
Beeld van Gertjan Verbeek in Jubbega

Sinds 2011 is er in Jubbega, de voormalige woonplaats van Verbeek, een bronzen borstbeeld van de voetbaltrainer te zien, dat staat tentoongesteld in de bibliotheek van het multifunctionele centrum De Kompenije. Het beeld is gemaakt door Natasja Bennink. Verbeek zei: "Ik vind het mooi dat er in het dorp zoveel waardering voor me is."
Op zondag 11 september 2016 bracht Voetbal Inside via Twitter naar buiten dat de vriendin van Verbeek in verwachting was van hun eerste kindje. Op woensdag 15 maart 2017 werd hij vader van een dochter genaamd Dieuwke Saapke (roepnaam Sinne). Hij is een bewezen zelfbouwer.

## Erelijst
Als trainer
 AZ
- KNVB Beker: 2012/13

 Adelaide United
- FFA Cup: 2019